# Partido Obrero Polaco
El Partido Obrero Polaco (en polaco: Polska Partia Robotnicza, PPR) fue un partido político de ideología comunista establecido en Polonia entre 1942 y 1948. Fue el antecesor del Partido Obrero Unificado Polaco, el cual gobernó en la República Popular de Polonia entre 1945 y 1989. Durante los años del PPR, los centros de actividad de la oposición tanto conspirativos como legalmente permitidos fueron eliminados en gran medida, mientras que un estado comunista (también caracterizado como socialista) se estableció gradualmente en el país.
Al llegar de la Unión Soviética, un grupo de comunistas polacos se lanzó en paracaídas sobre la Polonia ocupada en diciembre de 1941. Con el permiso de Iósif Stalin, en enero de 1942 establecieron el Partido Obrero Polaco, un nuevo partido comunista.  El PPR estableció una organización militar partidista Gwardia Ludowa, más tarde renombrada Armia Ludowa. En noviembre de 1943, Władysław Gomułka se convirtió en secretario (jefe ejecutivo) del Comité Central del PPR.  El 9 de enero de 1944, el partido creó el Consejo Nacional del Estado (KRN), proclamado parlamento de Polonia en tiempos de guerra;  el cuerpo estuvo presidido por Bolesław Bierut. En junio de 1944, la Unión de Patriotas Polacos, rival de la organización comunista polaca del PPR que operaba en la Unión Soviética, reconoció a la KRN como "la verdadera representación de la nación polaca". El PPR fue inicialmente un partido pequeño con apoyo marginal;  creció por su alianza con la victoriosa Unión Soviética.
En julio de 1944, los comunistas polacos, trabajando en estrecha colaboración con Stalin y otros líderes soviéticos, establecieron y declararon en la Lublin liberada un cuasi-gobierno ejecutivo provisional de Polonia, al que llamaron Comité Polaco de Liberación Nacional (PKWN). En el Manifiesto del PKWN emitido en ese momento, la PKWN reivindicó su autoridad en Polonia y prometió la reconstrucción de la posguerra, así como la reforma agraria. 
El KRN y el PKWN se establecieron cuando el Gobierno polaco en el exilio en Londres era el gobierno de Polonia reconocido internacionalmente. A fines de 1944, el PKWN fue reemplazado por el Gobierno Provisional de la República de Polonia, reconocido por la Unión Soviética, con quien firmó en abril de 1945 un tratado de amistad, alianza y cooperación por 20 años. Como resultado de las determinaciones aliadas de la Conferencia de Yalta, el Gobierno Provisional se convirtió en un Gobierno Provisional de Unidad Nacional (TRJN) de coalición formal en junio de 1945. El gobierno polaco en el exilio fue excluido de la participación y el PPR terminó controlando el nuevo  gobierno, que pronto fue reconocido por los Estados Unidos, el Reino Unido y otros países. El establecimiento de un gobierno permanente estaba condicionado a la celebración de elecciones nacionales, según lo ordenado por los Aliados. Mientras tanto, el PPR se comprometió en un programa masivo de reconstrucción del país y su industria, combatiendo y conteniendo las diversas formas y manifestaciones de oposición a su gobierno, pero también manipulando el proceso de preparación electoral para asegurar la dominación duradera del partido.
El referéndum del pueblo polaco de 1946, seguido de las elecciones legislativas polacas de 1947, fueron manipulados y declarados una victoria decisiva del "Bloque Democrático" del PPR. La única oposición legal, el Partido Popular Polaco, fue marginada. Sin embargo, la victoria de Gomułka duró poco. Presionado por la Guerra Fría, Stalin no tuvo más paciencia con el comunismo nacional del líder polaco, y desde agosto de 1948 el PPR fue dirigido por Bierut. En diciembre de 1948, el PPR y el PPS purgado se fusionaron para formar el PZPR.  Lo que quedaba de prácticas y pretensiones democráticas y pluralistas fue abandonado y Polonia entró en su período de gobierno estalinista.

## Historia

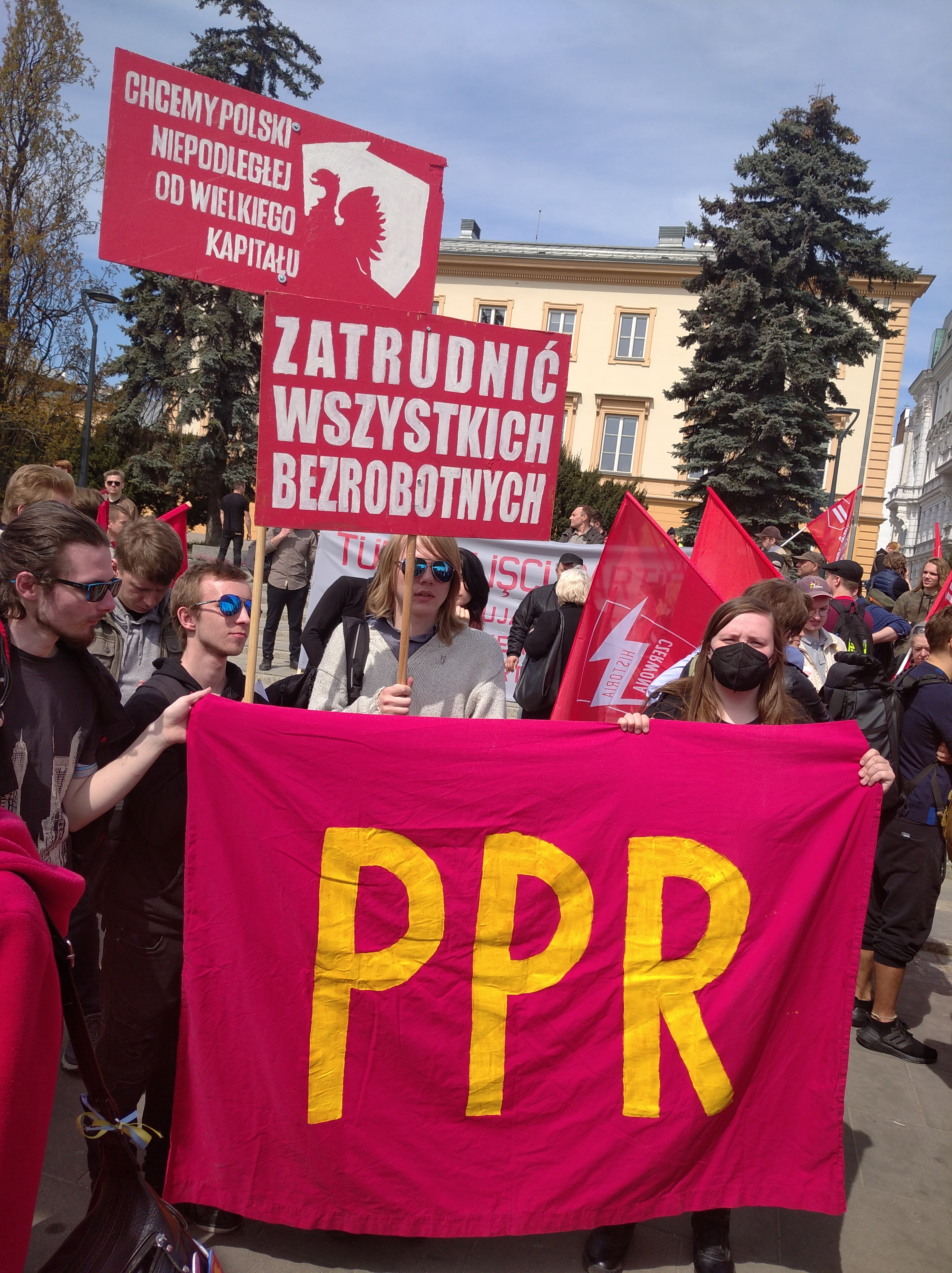
Jóvenes polacos con una bandera con el nombre del PPR, en 2022.

El Partido Obrero Polaco fue fundado el 5 de enero de 1942, por iniciativa de Iósif Stalin y gran parte de los comunistas polacos. Previamente ya estaba existió durante la Segunda República Polaca un Partido Comunista Polaco, aunque Stalin indicó que este era demasiado "trotskista" y muchos de sus miembros habían perdido la vida en la Gran Purga de 1937 y 1938.
El 1 de enero de 1944, el PPR creó el Armia Ludowa (traducido al español como El Ejército del Pueblo), una organización armada dedicada a la resistencia contra la ocupación alemana y principal rival del también movimiento de resistencia polaco Armia Krajowa, aunque este estaba operado desde Londres por el Gobierno de Polonia en el exilio.
A pesar de sus vínculos con la Unión Soviética, el PPR no fue un miembro activo de la Internacional Comunista, prefiriendo la independencia de Polonia en su apoyo a la URSS. A petición de Władysław Gomułka, Stalin creó el Comité Polaco de Liberación Nacional (PKWN), una especie de gobierno provisional en el cual participaron numerosos partidos comunistas, entre ellos el PPR.
Durante el Gobierno del PKWN, el PPR controlaba el Ejército, la propaganda y el Departamento de Seguridad Nacional. Finalmente, en septiembre de 1948 se fusionó con el Partido Socialista Polaco para crear el Partido Obrero Unificado Polaco.

## Antecedentes
El Partido Comunista Polaco (KPP, hasta 1925 el Partido Comunista Obrero de Polonia) era una organización de extrema izquierda.  Los puntos de vista adheridos y promulgados por sus líderes (Maria Koszutska, Adolf Warski, Maksymilian Horwitz, Edward Próchniak) llevaron a la difícil relación del partido con Iósif Stalin ya en 1923-1924. 
A partir de 1933, el Komintern trató cada vez más con sospecha al KPP. Las estructuras del partido se vieron comprometidas debido a la infiltración de agentes de la inteligencia militar polaca.  Algunos de los líderes del partido, acusados  de ser tales agentes, fueron posteriormente ejecutados en la Unión Soviética. En 1935 y 1936, el KPP emprendió la formación de un frente unificado de trabajadores y campesinos en Polonia y luego fue objeto de más persecuciones por parte del Komintern, que también acusó arbitrariamente a los comunistas polacos de albergar elementos trotskistas en sus filas. 
El apogeo de los enjuiciamientos llevados a cabo por Moscú, destinados a erradicar las diversas "desviaciones" y que generalmente terminaban en sentencias de muerte, tuvo lugar en 1937-1938, y las últimas ejecuciones se llevaron a cabo en 1940. Los miembros del KPP fueron perseguidos y  a menudo encarcelado por el régimen polaco de la Segunda República de Polonia, que probablemente salvó la vida de varios futuros líderes comunistas polacos, incluidos Bolesław Bierut, Władysław Gomułka, Edward Ochab, Stefan Jędrychowski y Aleksander Zawadzki.  Durante la Gran Purga, setenta miembros y miembros candidatos del Comité Central del partido huyeron o fueron llevados a la Unión Soviética y fueron fusilados allí, junto con un gran número de otros activistas (casi todos destacados comunistas polacos  fueron asesinados o enviados a campos de trabajo). El Komintern, dirigido por Stalin, disolvió y liquidó el partido en agosto de 1938.

## Segunda Guerra Mundial
El ataque alemán a la Unión Soviética en junio de 1941 cambió el curso de la Segunda Guerra Mundial y con ella la naturaleza de las relaciones gubernamentales polaco-soviéticas. Presionado por el gobierno británico, el gobierno polaco en el exilio con sede en Londres, dirigido por Władysław Sikorski, firmó un acuerdo con la Unión Soviética, que incluía un reconocimiento soviético del gobierno polaco. Un ejército polaco se formó en la Unión Soviética, pero pronto fue sacado de allí y llevado al Oriente Medio por Władysław Anders. La masacre de Katyn perpetrada por los soviéticos contra prisioneros de guerra polacos fue revelada y la Unión Soviética "suspendió" las relaciones diplomáticas con el gobierno polaco. El primer ministro Sikorski murió en un accidente aéreo en julio de 1943. Estos y otros factores, incluidos los desacuerdos sobre las fronteras futuras, provocaron el deterioro de las relaciones entre Polonia y la Unión Soviética.
Mientras tanto, Stalin, a partir del verano de 1941, buscó otras opciones polacas, utilizando comunistas polacos y otros polacos dispuestos a cooperar, muchos de los cuales estaban presentes en ese momento en la Unión Soviética. Las transmisiones de radio en polaco comenzaron en agosto de 1941; llamaron a los polacos en Polonia a participar incondicionalmente en la resistencia antialemana. Algunos oficiales polacos de antes de la guerra fueron transferidos a la Polonia ocupada para realizar actividades de conspiración prosoviética y los comunistas polacos trabajaron en noviembre para organizar a los polacos en la Unión Soviética. Entre los grupos comunistas que se activaron en Polonia después de la Operación Barbarroja estaba la Unión para la Lucha Liberadora (Związek Walki Wyzwoleńczej), cuyos líderes incluían a Marian Spychalski.
Un intento de septiembre de 1941 de transportar activistas de la Unión Soviética a Polonia no tuvo éxito, pero a partir de finales de diciembre, un grupo de comunistas polacos que incluía Marceli Nowotko, Paweł Finder, Bolesław Mołojec y  Małgorzata Fornalska, fue lanzada en paracaídas sobre Polonia. Tenían el permiso de Stalin para crear un nuevo partido comunista polaco. En la sociedad polaca, los comunistas solo podían contar con un apoyo ciertamente moderado, por lo que para evitar connotaciones negativas, se decidió no incluir la palabra "comunista" en el título del partido. El partido tomó el nombre de "Partido Obrero Polaco". El PPR, pensado en cierto sentido como una continuación del KPP de antes de la guerra, se estableció en Varsovia el 5 de enero de 1942, cuando algunos de los recién llegados se reunieron con activistas comunistas locales.
El nuevo partido, que se presentó como un frente patriótico polaco antinazi, distribuyó un manifiesto impreso en Moscú titulado ¡A los trabajadores, campesinos e intelectuales! ¡A todos los patriotas polacos!, en el que pedía una lucha intransigente contra el ocupante alemán. Se propuso un programa formalmente democrático de izquierda y el partido, cuyas operaciones se concentraron principalmente en el Gobierno General, creció a unos seis mil miembros en el verano de 1942. A partir de 1943, existió una organización juvenil afiliada;  se llamó Unión para la Lucha de la Juventud (Związek Walki Młodych)
El PPR operaba bajo el Comité Central dirigido por el Secretario Marceli Nowotko. Nowotko fue asesinado el 28 de noviembre de 1942. Mołojec asumió el cargo de secretario (jefe del partido), pero se sospechaba que había organizado el asesinato de Nowotko y, posteriormente, fue condenado y ejecutado por decisión del tribunal del partido. En enero de 1943, Finder se convirtió en secretario y la Secretaría de tres personas también incluía a Władysław Gomułka y Franciszek Jóźwiak.
La organización militar Gwardia Ludowa (la Guardia Popular) se originó junto con el partido al que servía. Fue dirigido por Mołojec y luego por Jóźwiak. Gwardia Ludowa atacó a los alemanes en Varsovia y organizó unidades partidistas en el campo, principalmente para destruir las instalaciones de comunicación alemanas.
En febrero de 1943, el PPR emprendió conversaciones con la Delegación del Gobierno en Polonia, que representaba en la Polonia ocupada al gobierno polaco en el exilio, y el mando central del Armia Krajowa clandestino, sobre una posible cooperación. Las negociaciones no progresaron debido a los puntos de vista irreconciliables de las dos partes. Después de que la Unión Soviética rompiera relaciones diplomáticas con el gobierno polaco (25 de abril de 1943), se terminaron los contactos y la actitud del PPR hacia la autoridad polaca dirigida por el gobierno en el exilio se volvió hostil.
La guerra radicalizó progresivamente a la sociedad polaca y los comunistas intentaron aprovechar la situación formando una coalición con otras fuerzas de izquierda y agrarias. Sin embargo, aunque el apoyo polaco a los comunistas había aumentado, un "frente democrático" común, concebido como una plataforma para la futura lucha por el poder, no se materializó porque los partidos rivales en general no estaban dispuestos a cooperar con el PPR.

## Instituciones comunistas polacas en la Unión Soviética
Facilitado por Stalin, las instituciones civiles y militares polacas controladas por los comunistas también se formaron en la Unión Soviética. Los papeles principales en ellos fueron asumidos inicialmente por Wanda Wasilewska, una hija de exministro polaco y socio de Piłsudski, ella misma amiga de Stalin, y el oficial polaco Zygmunt Berling. Desde octubre de 1940, Berling dirigió un grupo de oficiales polacos que trabajaban para establecer una división polaca dentro del Ejército Rojo soviético.
La Unión de Patriotas Polacos, propuesta y organizada a partir de enero de 1943, tuvo su congreso fundacional en junio de 1943 y fue dirigida por Wasilewska. Berling, Alfred Lampe, Stefan Jędrychowski, Andrzej Witos y Bolesław Drobner se encontraban entre los comunistas y personas de otras orientaciones políticas activas en la organización, personas dispuestas a participar en una empresa dominada por los comunistas. Después de que las autoridades soviéticas cerraran las sucursales de la delegación del gobierno polaco en los territorios controlados por los soviéticos, el sindicato, con la asistencia de una agencia soviética, estableció un departamento de bienestar social para cuidar de los polacos dispersos en toda su gama de operaciones.
Las actividades civiles y militares polacas en la Unión Soviética fueron dirigidas a partir de enero de 1944 por los Comunistas de la Oficina Central de Polonia. Algunos de ellos formarían más tarde el núcleo de la facción estalinista y estrictamente prosoviética (internacionalista de los comunistas gobernantes de Polonia, que trabajaron en estrecha colaboración con Bolesław Bierut  y se opusieron a la corriente nacionalista del PPR dirigida por Gomułka.